# 緋紅濕傘
緋紅濕傘，俗稱猩紅罩、猩紅蠟傘或義紅蠟傘，是一種色彩鮮艷的擔子菌門真菌，隸屬於濕傘屬。這種真菌廣泛分佈於北半球地區，東至中國、日本，西至英國、美國，均有緋紅濕傘的蹤跡。這種鮮紅色菇類於夏末和秋季生長，菌蓋直徑為0.4–1厘米，有菌柄。

## 分類
緋紅濕傘最早是由德國真菌學家雅各布·克里斯琴·沙弗於1774年描述的，其學名為緋紅傘菌（Agaricus coccineus）。於1838年，瑞典生物學家伊利阿斯·馬格努斯·弗里斯將這種真菌重新歸類為蜡伞属。於1871年，保羅·庫默爾將其學名改為現名。其學名源自拉丁文詞彙「coccinea」，意思是「猩紅」。

## 描述

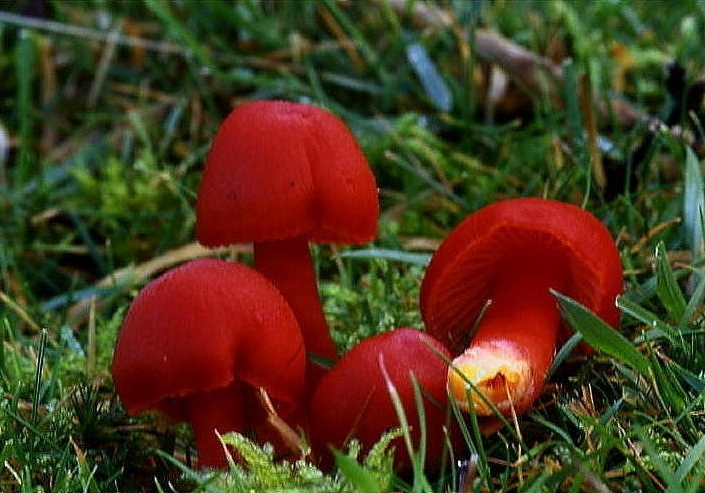
緋紅濕傘

緋紅濕傘的菌蓋細小，最初呈鐘形，但隨著年齡增加會漸漸變平。其直徑為2–5厘米（¾–2英寸），顏色為猩紅色，觸感較為具粘性。其菌褶是連生的，它們之間的間距較大，並且呈黃紅色。其孢子印呈白色。其菌柄高2–5厘米（¾-2英寸），厚0.3–1厘米（⅛-⅓英寸），沒有菌環，顏色為紅色，而底部顏色則為黃色。其菌肉呈黃紅色，並且只有淡淡的氣味和味道。其橢圓形擔孢子的大小為7–9.5 x 4–5微米。
澳大利亞曾有兩種真菌被錯誤地劃為緋紅濕傘，但現在已成為了獨立品種。這兩種真菌分別是小紅濕傘（Hygrocybe miniata）和干多拉濕傘（Hygrocybe kandora）。

## 分佈及生境
緋紅濕傘廣泛分佈於北半球，並且經常在草地上出現。每年的夏末到秋季期間，這種真菌都會在北半球各國出現。在英國，這種真菌通常會在深秋無霜期出現。在北美，這種真菌會在冬季於紅樹林或混合林地出現。除了歐美外，中國、日本、印度和尼泊爾均有這種真菌出現的紀錄。

## 可食性
緋紅濕傘並沒有毒，因此是一種食用菌。但是，這種真菌的菌肉只有淡淡的味道，因此並不受歡迎。